# Battersea Arts Centre
Il Battersea Arts Centre (BAC) è un complesso culturale e teatro presso Battersea, nel quartiere londinese di Wandsworth. Inaugurato nel 1980, la sua Grand Hall fu danneggiata molto gravemente da un incendio durante una ristrutturazione del 2015. Nonostante lo spazio scenico non sia utilizzabile, il BAC rimase aperto come aula consiliare, bar e biblioteca.

## Storia
Progettato da Edward William Mountford, l'edificio fu inaugurato nel 1893 con il nome di Battersea Town Hall, quartiere amministrativo del borgo di Battersea. Fu qui che Bertrand Russell espose per la prima volta il saggio che sarebbe diventato Perché non sono cristiano il 6 marzo 1927.
Nel 1901 fu installata nella Grand Hall un enorme organo a canne progettato da Robert Hope-Jones. L'organo, restaurato nel 2008, fu l'ultima creazione di Hope-Jones ancora in funzione al momento dell'incendio del 2015, quando grand parte dello strumento fu distrutto. Nel 1974 il BAC fu riconvertito in un centro culturale e sette anni dopo vi fu fondato anche un teatro. Dal 1991 il centro ospita l'annuale festival della birra di Battersea.
Il 13 marzo 2015 scoppiò un incendio sul tetto del BAC che causò grossi danni strutturali, incluso il crollo della torre, la Grand Hall e la Lower Hall. Furono necessari oltre ottanta vigili del fuoco per domare l'incendio. Le ristrutturazioni furono portate a termine nel 2018 sotto la supervisione dell'architetto Haworth Tompkins.

## Galleria d'immagini

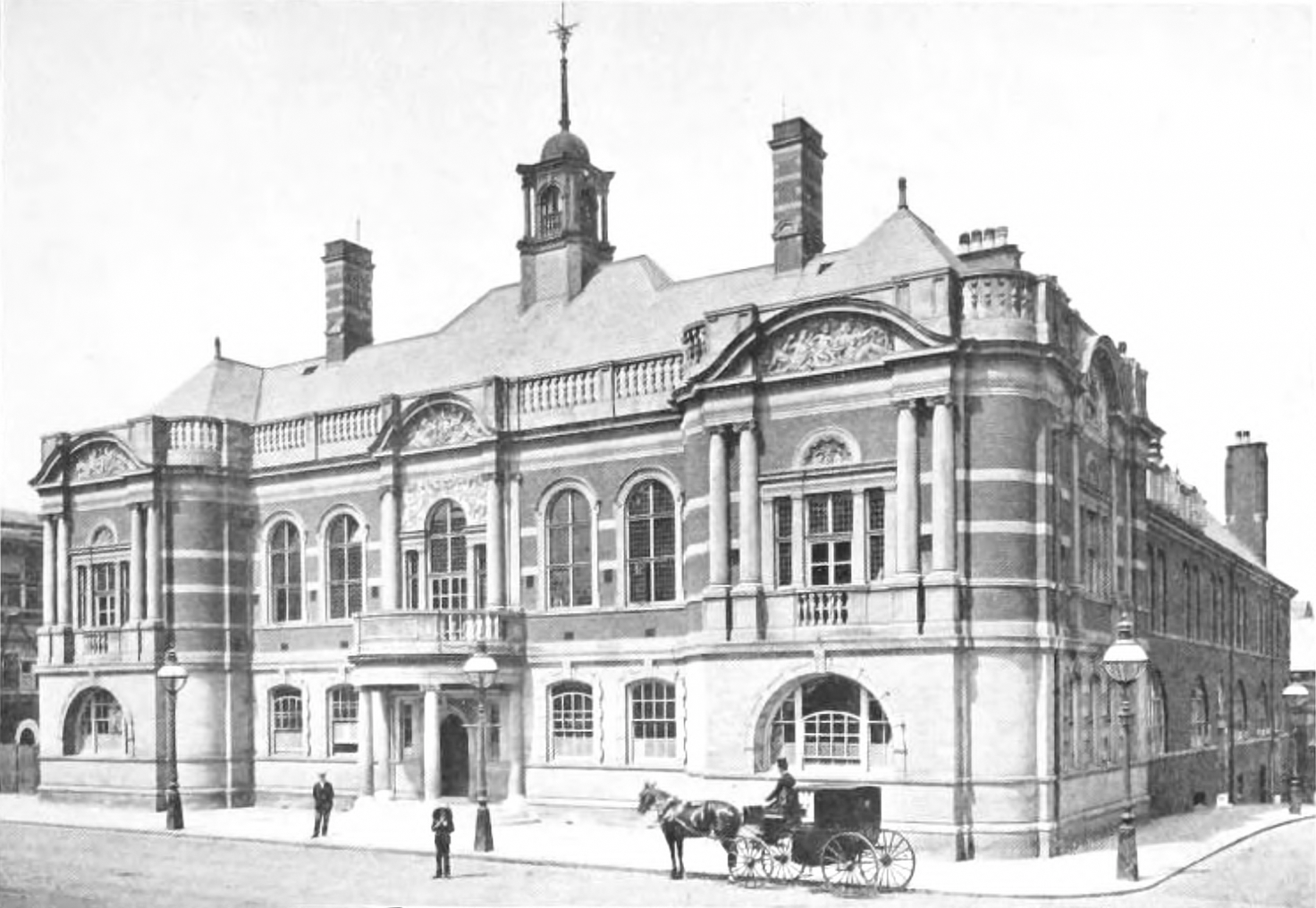
Il Battersea Town Hall nel 1893
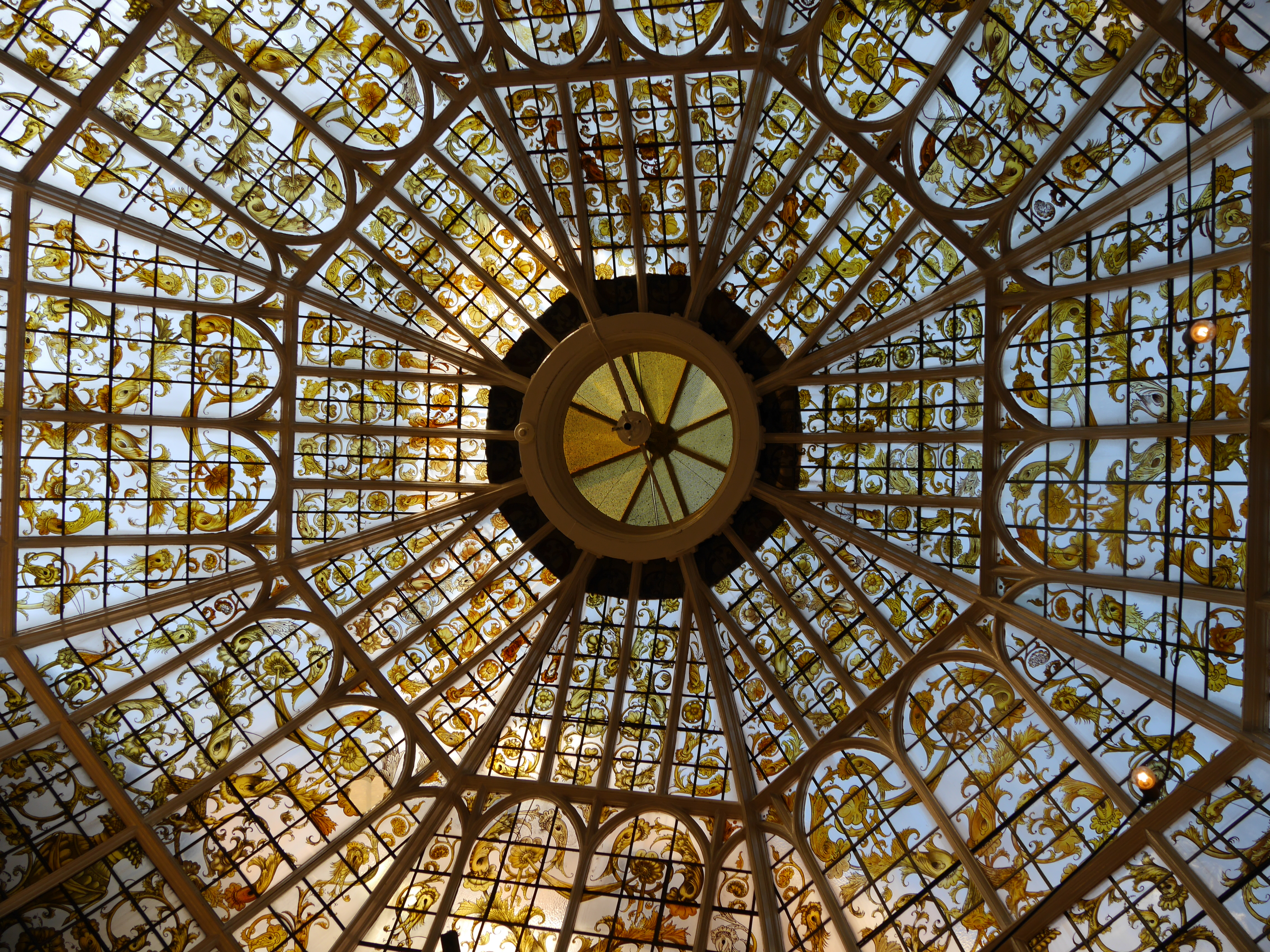
Il soffitto del BAC
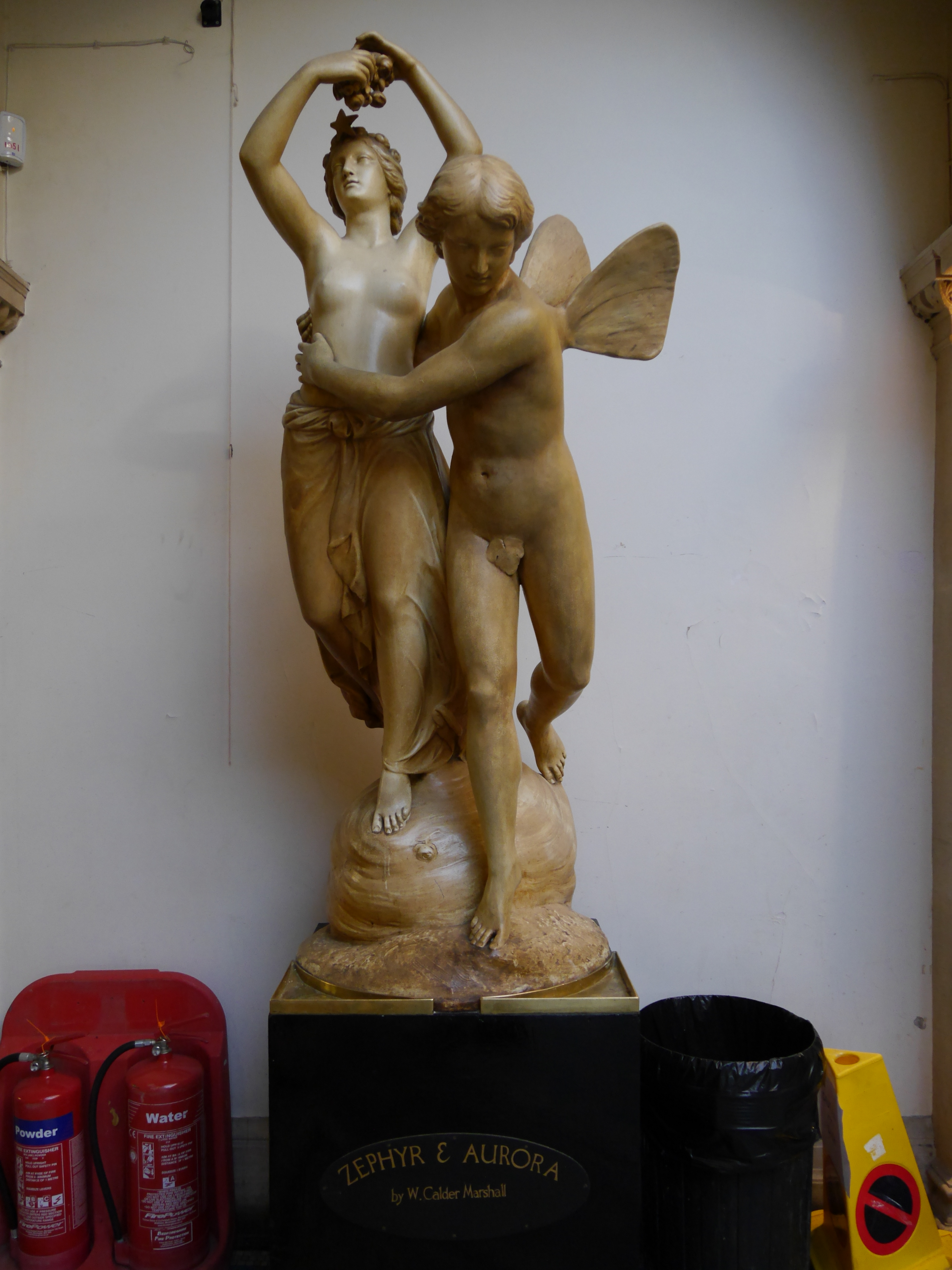
Zefiro e Aurora di William Calder Marshall
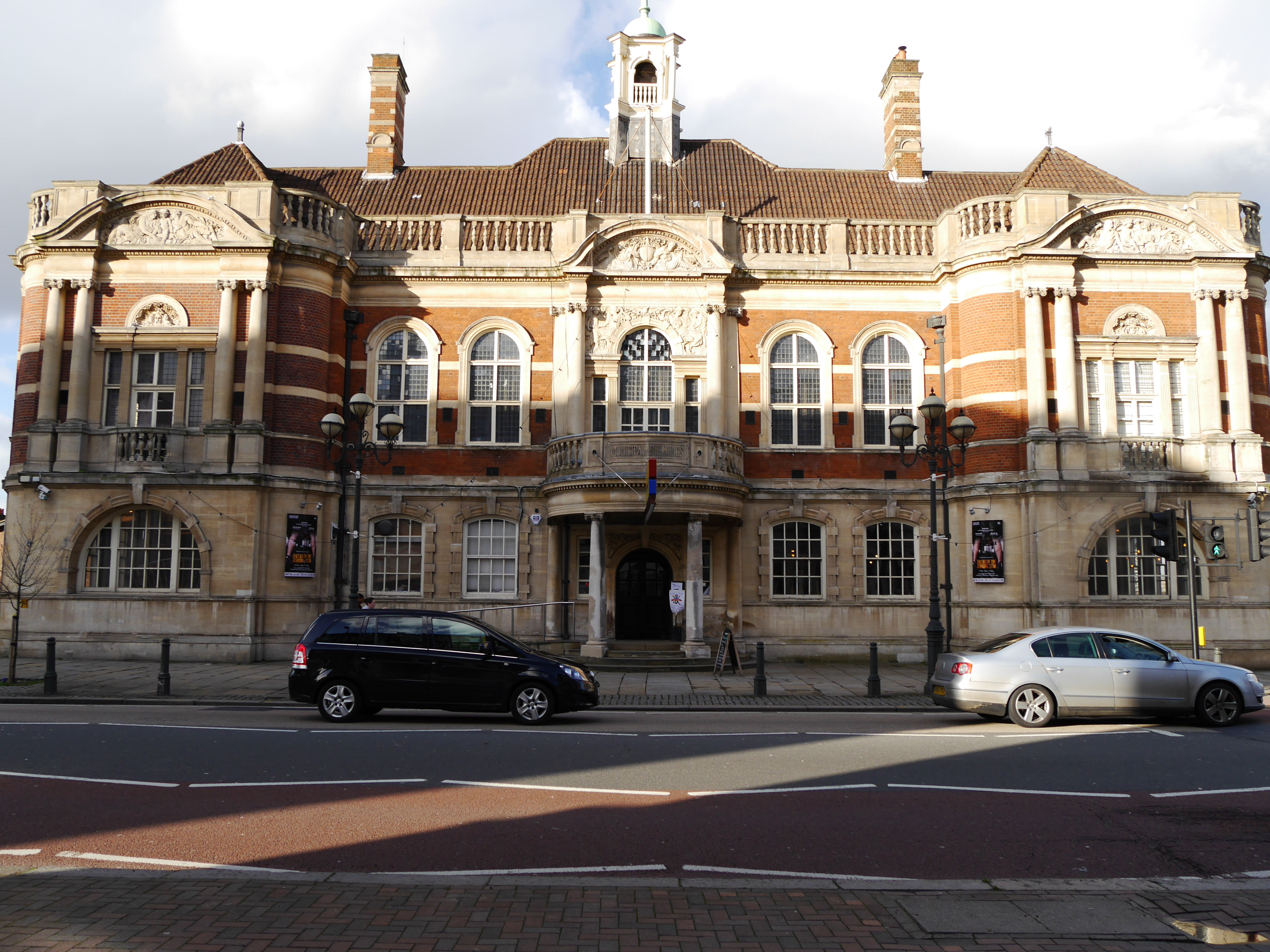